# Odette Saxum
L'Odette Saxum è una struttura geologica della superficie di 101955 Bennu.